# 야하바역
야하바역(일본어: 矢幅駅)은 일본 이와테현 시와군 야하바정에 있는 동일본 여객철도 도호쿠 본선의 역이다. 단선 · 섬식의 형태를 합친 복합 구조의 철도 역사이다.

## 타는 곳
| 1 | ■ 도호쿠 본선 | (상행) | 기타카미 · 이치노세키 방면            |
| 2 | ■ 도호쿠 본선 |        | 대피선 (정기열차로는 사용하지 않는다) |
| 3 | ■ 도호쿠 본선 | (하행) | 모리오카 방면                         |

## 이용 현황
| 연도     | 하루 평균 승차 인원 | 연도     | 하루 평균 승차 인원 |
| 2000년도 | 2,734               | 2006년도 | 2,709               |
| 2001년도 | 2,668               | 2007년도 | 2,689               |
| 2002년도 | 2,760               | 2008년도 | 2,754               |
| 2003년도 | 2,737               | 2009년도 | 2,756               |
| 2004년도 | 2,777               | 2010년도 | 2,751               |
| 2005년도 | 2,766               |          |                     |
| -------- | ------------------- | -------- | ------------------- |

## 역 주변
- 야하바 쇼핑센터
- 이와테 은행 · 도호쿠 은행 · 모리오카 신용금고 야하바 지점
- 이와테 의료대학 야하바 캠퍼스

## 인접 정차역
| 도호쿠 본선              | 도호쿠 본선       | 도호쿠 본선                |
| ------------------------ | ----------------- | -------------------------- |
| 하나마키 이치노세키 방면 | □ 쾌속 '하마유리' | 모리오카 모리오카 방면     |
| 하나마키 이치노세키 방면 | □ 쾌속 '아테루이' | 센보쿠초 모리오카 방면     |
| 후루다테 이치노세키 방면 | ■ 보통            | 이와테이오카 모리오카 방면 |